# Hemerotrecha werneri
Hemerotrecha werneri är en spindeldjursart som beskrevs av Muma 1951. Hemerotrecha werneri ingår i släktet Hemerotrecha och familjen Eremobatidae. Inga underarter finns listade i Catalogue of Life.